# Kirche Altoschatz

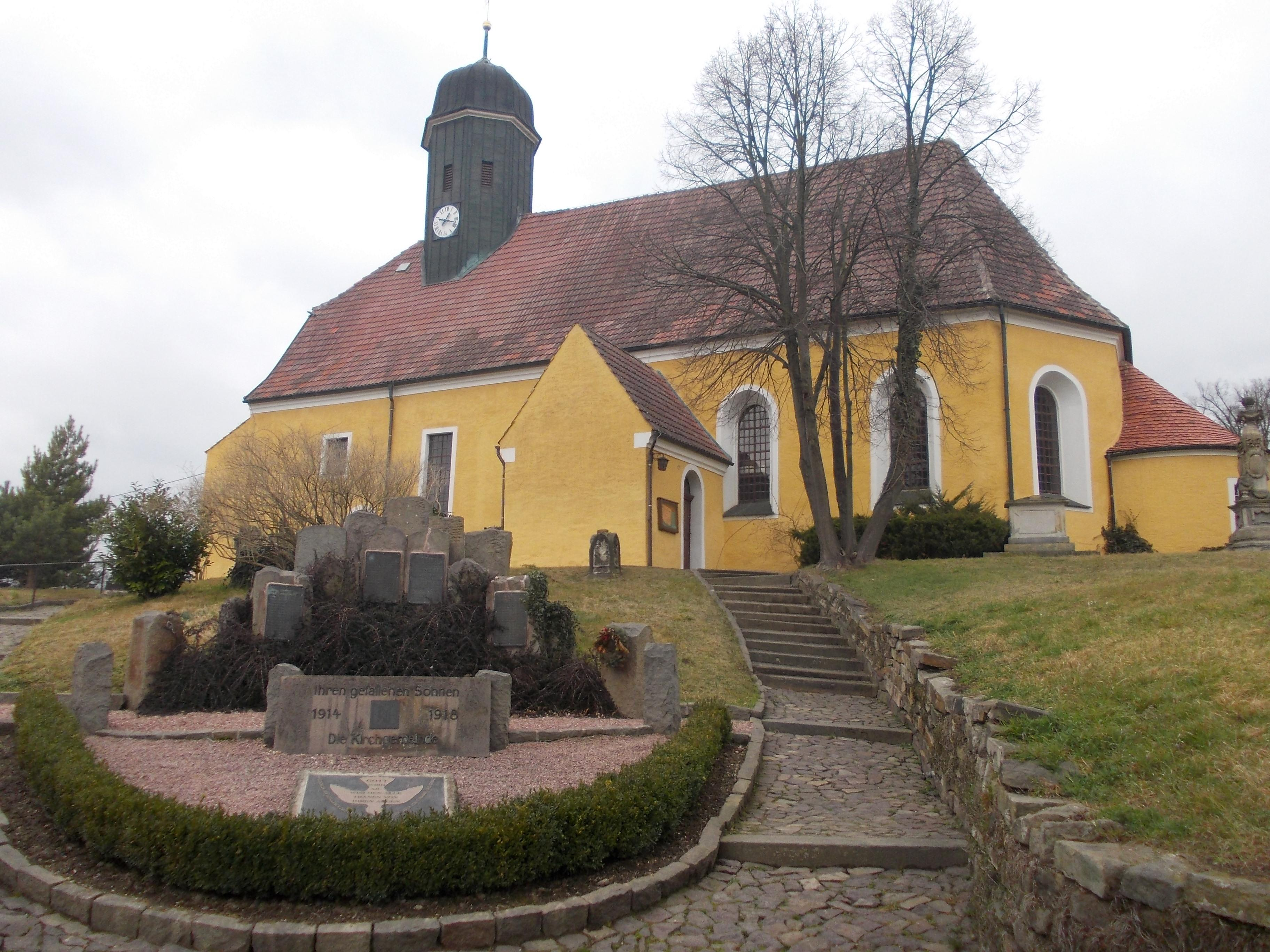
Kirche in Altoschatz mit Denkmal Erster Weltkrieg

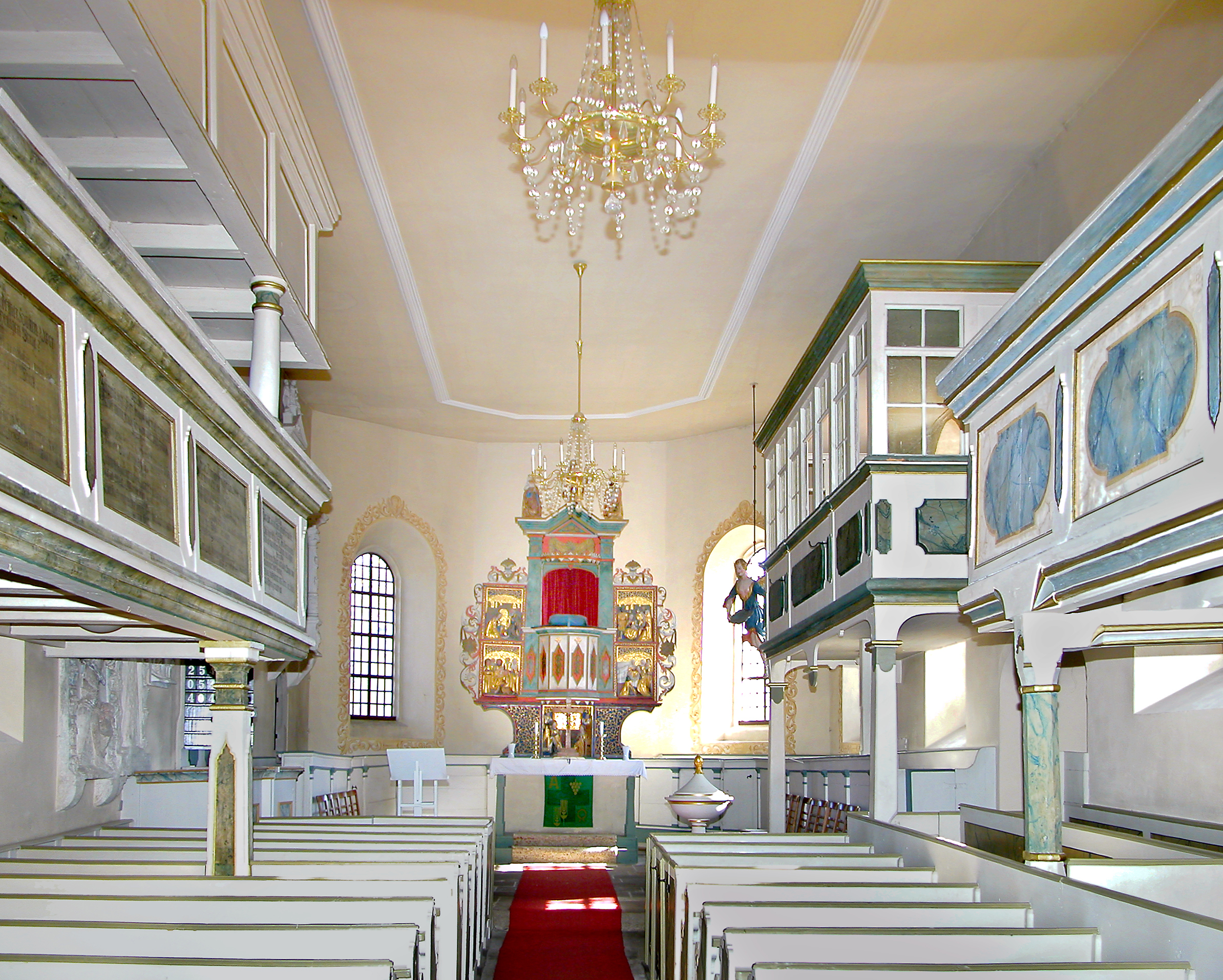
Inneres der Kirche

Die Kirche Altoschatz, auch Dorfkirche Altoschatz genannt, ist eine evangelisch-lutherische Dorfkirche, deren Geschichte bis in das 14. Jahrhundert zurückgeht. Ursprünglich war sie dem heiligen Pankratius gewidmet.

## Lage
Die Kirche steht im Ortsteil Altoschatz der Stadt Oschatz in Sachsen.

## Geschichte
Bereits vor 1330, als zum ersten Mal an dieser Stelle eine Pfarrkirche erwähnt wurde, stand in Altoschatz eine romanische Kapelle, die im Laufe der Jahrhunderte immer wieder umgebaut und erweitert wurde.
Nach der Reformation wurde das Kirchspiel Altoschatz mit der Stadt Oschatz verbunden. Der Superintendent von Oschatz war verpflichtet, vierzehntäglich dort Gottesdienst halten zu lassen. Schon 1555 wurde Altoschatz aber Filiale von Merkwitz.
Im 17. Jahrhundert das Kirchenschiff in Chorbreite erheblich verlängert. Der Dachreiter wurde 1810 von einem Oschatzer Zimmermann aufgebracht und seither mehrfach überholt. 1980 sollte die Kirche aufgegeben werden, da der bauliche Zustand keine Nutzung mehr zuließ. Dank freiwilliger Arbeitsleistung evangelischer wie katholischer Christen, aber auch von Einwohnern, die keine kirchliche Bindung besaßen, konnte das historische Gebäude bis 1988 wiederhergestellt werden. Die Kirche gehört seit 2020 zur Kirchgemeinde Oschatzer Land im Kirchenbezirk Leisnig-Oschatz der Evangelisch-Lutherischen Landeskirche Sachsens.

## Baubeschreibung
Stilistisch zeigt sich die Kirche heute als eine dörfliche Barockkirche. Sie besteht aus drei Bauteilen: einem östlichen Rundbau, einem dreiseitig geschlossenen Chor und einer westlichen Verlängerung von gleicher Breite, deren Seitenwände ein wenig über die Westfassade hinausragen. Der baugeschichtlich älteste Teil ist der Chor, dessen Fenster noch gotische, schräge Laibungen und Fensterpfosten mit einfacher Kehlung aufweisen, das Maßwerk ist hingegen verschwunden. Es wird vermutet, dass beabsichtigt war, den Chor zu wölben, hierauf deuten die an den vier Ostecken erhaltenen Fundamente sowie Ansätze zu Strebepfeilern hin. Einen jüngeren Bauabschnitt als der Chor bildet der eigenartige, als Sakristei genutzte östliche Rundbau. Ähnliche Bauten finden sich in Groitzsch und Knautnaundorf. Das durch einen Anbau verdeckte Südportal weist in seinen Formen auf eine Entstehung im ersten Viertel des 16. Jahrhunderts. Die Grenze des später entstandenen Westbaus gegen den Chor ist an den unterschiedlichen Formen des Hauptgesimses erkennbar.

## Ausstattung

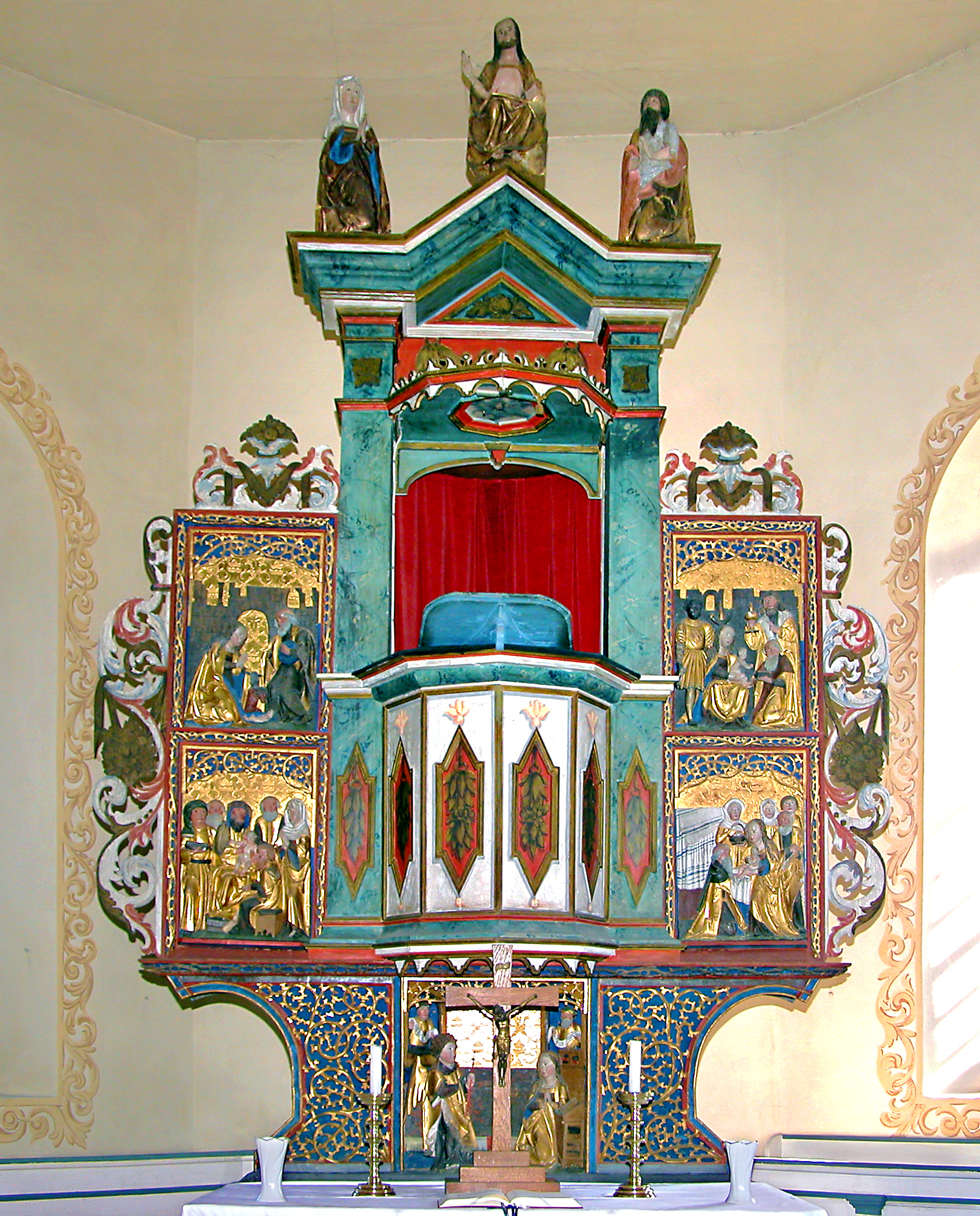
Zum Kanzelaltar umgestalteter Flügelaltar

Der Altar, ein Weihnachtsaltar aus einer Großenhainer Werkstatt aus dem Jahre 1525, war ursprünglich ein Flügelaltar, der 1810 durch die Entfernung des Mittelteiles zu einem Kanzelaltar umgestaltet wurde. Die drei Figuren oben auf dem Kanzelaltar, der auferstandene Christus zwischen Maria und Johannes, standen vermutlich ursprünglich im Mittelschrein des Altars. Auf der Rückseite der Flügel befinden sich Gemälde von Aposteln und Märtyrern.

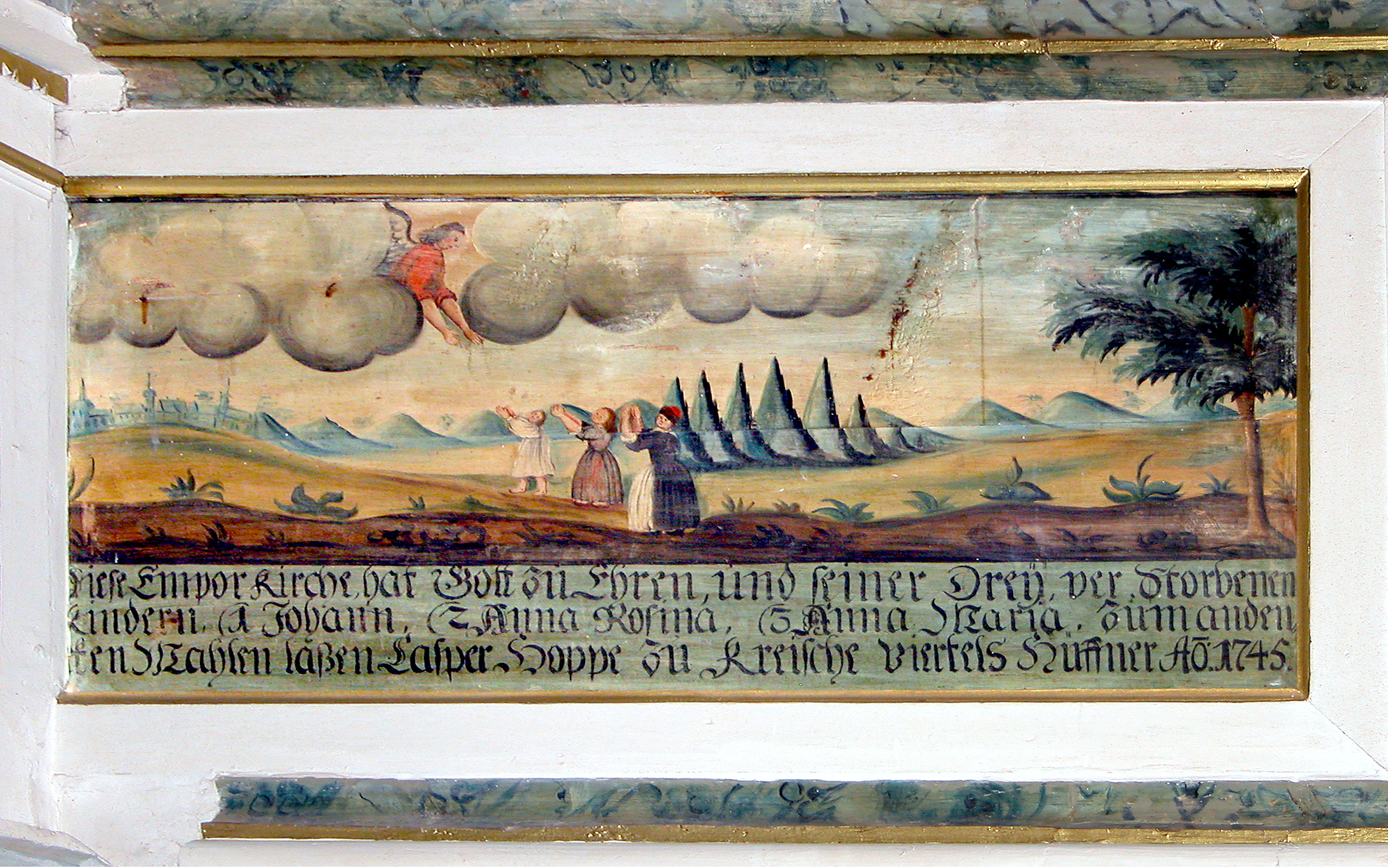
Stifterbild an der Nordempore

Rechts vom Altar hängt ein barocker Taufengel, darunter steht ein 1800 gestifteter klassizistischer Taufstein. Am allen Wänden befinden sich Logen (Betstuben) und Emporen, die zu verschiedenen Zeiten für die wachsende Zahl der Gemeindeglieder eingebaut wurden. Die Nordempore ist mit Bibelsprüchen bemalt. In der Ecke zur Westempore befindet sich ein Gemälde, dessen Aufschrift besagt, dass Caspar Hoppe 1745 eine Ausmalung der Emporenbrüstung in Erinnerung an seine drei verstorbenen Kinder stiftete.
An der Nordwand der Kirche befinden sich mehrere Grabsteine, darunter das Denkmal des Johannes von Grauschwitz. 

## Orgel

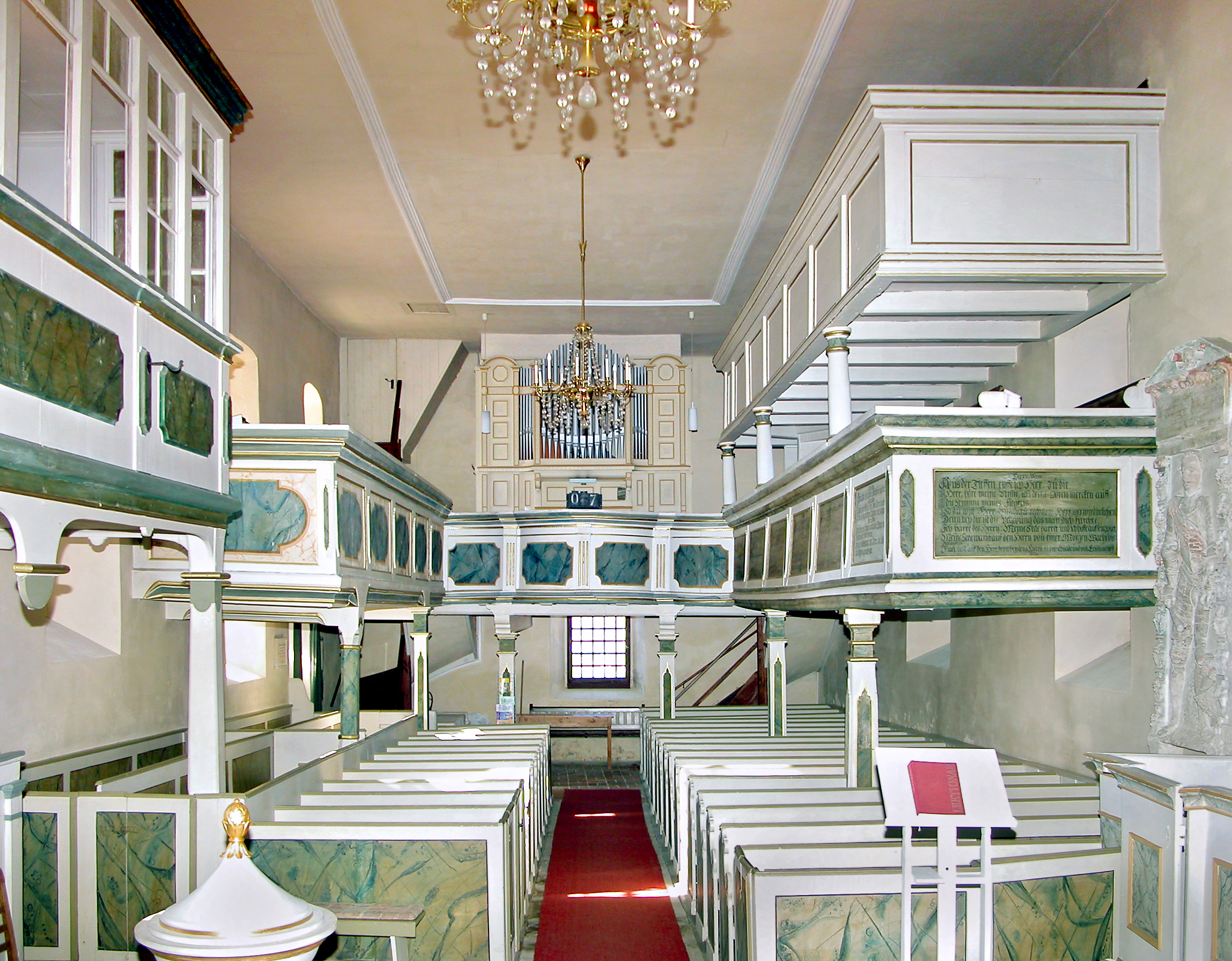
Westempore mit Orgel

Die um 1790 erbaute Orgel des Orgelbaumeisters Zöllner in Hubertusburg wurde 1908 durch eine kleine, ursprünglich als Hausorgel geplante Orgel von Jehmlich Orgelbau Dresden ersetzt und 1945 vergrößert.

## Geläut
Das Geläut besteht aus zwei Bronzeglocken, der Glockenstuhl und die Glockenjoche sind aus Eichenholz gefertigt und wurden 2013 erneuert.
Im Folgenden eine Datenübersicht des Geläutes:
| Nr. | Gussdatum | Gießer                         | Durchmesser | Masse  | Material | Schlagton |
| --- | --------- | ------------------------------ | ----------- | ------ | -------- | --------- |
| 1   | 1628      | Glockengießerei Gebr. Hilliger | Bronze      | 990 mm | 600 kg   | b′        |
| 2   | 1628      | Glockengießerei Gebr. Hilliger | Bronze      | 603 mm | 150 kg   | ges″      |